# Degradação (telecomunicação)
Na telecomunicação, a degradação é a perda de qualidade de um sinal eletrônico, e tem os seguintes significados:
1. A deterioração na qualidade, nível ou padrão de desempenho de uma unidade funcional;
2. Em comunicações, uma condição na qual um ou mais dos parâmetros de desempenho exigidos ficam fora dos limites predeterminados, resultando em uma qualidade de serviço menor.

Existem várias formas e causas de degradação em sinais elétricos, tanto no domínio do tempo quanto no domínio físico, incluindo pulso estreito, pico de voltagem, jitter, wander, swim, drift, ringing, crosstalk, efeito antena e ruído de fase.
Degradação geralmente se refere à redução na qualidade de um sinal analógico ou digital. Quando um sinal está sendo transmitido ou recebido, sofre alterações indesejáveis. Essas mudanças são chamadas de degradação. Degradação geralmente é causada por:
1. Condições climáticas ou ambientais;
2. Terreno;
3. Outros sinais;
4. Equipamento falho ou de baixa qualidade.

## Condições do tempo[2]
Um sinal tem dois fatores importantes: frequência e comprimento de onda. Se o tempo estiver bom e a temperatura estiver normal, o sinal pode ser transmitido dentro dos limites de frequência e comprimento de onda dados. O sinal viaja com velocidade c ≤ 3*108 m/s que é igual à velocidade da luz. Para frequência f Hz e comprimento de onda λ m, nós temos:
f = c/λ.
Tal como, quando as condições meteorológicas se deterioram, a frequência f tem que ser aumentada. Isso faz com que o comprimento de onda λ diminuir, o que significa que o sinal viaja menos distância.